# جایزه بزرگ مکزیک
جایزه بزرگ مکزیک (به انگلیسی: ‎Mexican Grand Prix‎) (اسپانیایی: Gran Premio de México) یک گراند پری از سری مسابقات قهرمانی جهان فرمول یک بود که در سال‌های ۱۹۶۲ تا ۱۹۷۰ در پیست هرمانوس رودریگز واقع در مکزیکو سیتی، مکزیک برگزار می‌شد. پرافتخارترین راننده در این گراند پری جیم کلارک بوده‌است که در مجموع ۳ بار پیروز این مسابقه شده‌است. همچنین در میان سازندگان نیز لوتوس با ۴ بار پیروزی در این گراند پری، تاکنون پرافتخارترین سازنده در مکزیک بوده‌است.